# Catastrophe de Montceau-les-Mines
La catastrophe de Montceau-les-Mines est un accident minier survenue le 4 février 1895 à Montceau-les-Mines, en France.
Il est probablement dû à un coup de grisou et provoque la mort de 28 mineurs.

## Le puits Sainte-Eugénie, ou puits Cinq-Sous

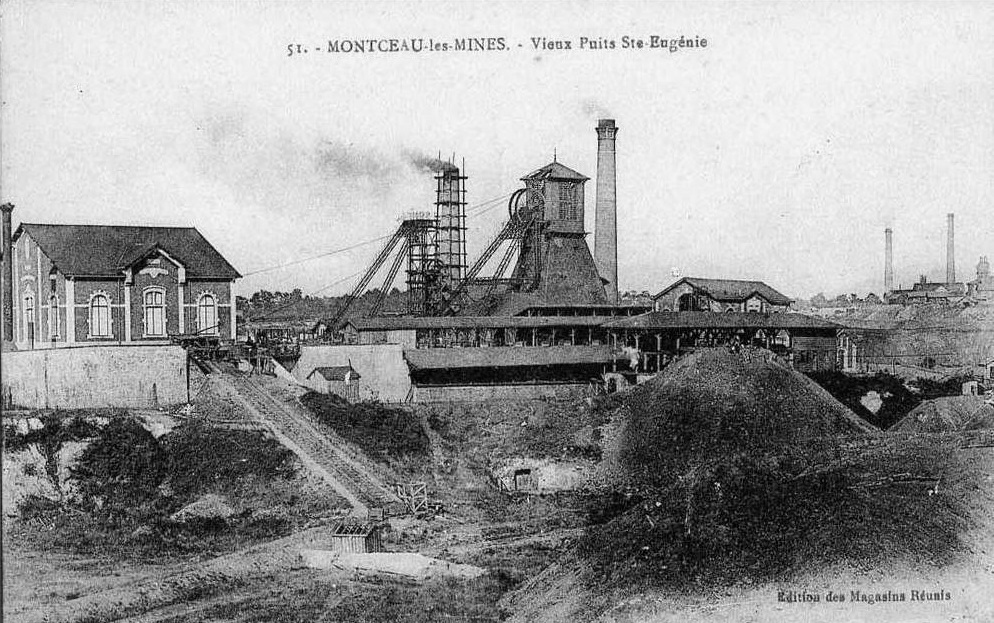
Vieux Puits Ste-Eugénie.

Le puits de Cinq-sous est fondé en 1835 (creusement d'un puits de mine, en descendant à partir de la surface). Après l’effondrement des installations en 1836, le fonçage reprit de 1846 à 1848, et entra en exploitation en 1849.
Le puits Cinq-sous était très dangereux et les accidents furent nombreux. Avant la catastrophe du 4 février 1895, les miniers du puits avaient déjà subi plusieurs coups de grisou mortels en :
- 1851 (6 morts) ;
- 1853 (13 morts) ;
- 1867 (89 morts) ;
- 1872 (39 morts).

Les ouvriers touchaient une prime spéciale de 5 sous pour le risque encouru, d’où son nom. Après d’importantes réparations, le 23 février 1868, le puits fut rebaptisé puits Sainte-Eugénie, en l’honneur de l’impératrice Eugénie, qui avait envoyé de nombreux secours aux familles des victimes.

## La catastrophe
Le dimanche 3 février 1895, un incendie s’est déclaré dans une galerie : des ouvriers remarquent un dégagement de fumée au lieu-dit « quartier Saint Laurent » à 364 m de profondeur. Afin d’étouffer la propagation du feu, une construction de barrages en bois (planches et madriers) est mise en place pour isoler le foyer de l’incendie et le priver d’air. Cependant, ces efforts furent insuffisants.
Le lundi 4 février, à 4h du matin : descente dans le puits de 51 hommes choisis parmi les meilleurs ouvriers de la mine.
Une heure plus tard, l’incendie éventrait le barrage : un jet de flamme de plus de 600 mètres fusa dans la galerie et incendia tout sur son passage, brûlant et ensevelissant ceux qui s’y trouvaient.
On dénombrera 21 morts et 7 disparus, soit 28 victimes et une vingtaine de blessés.

## Réactions

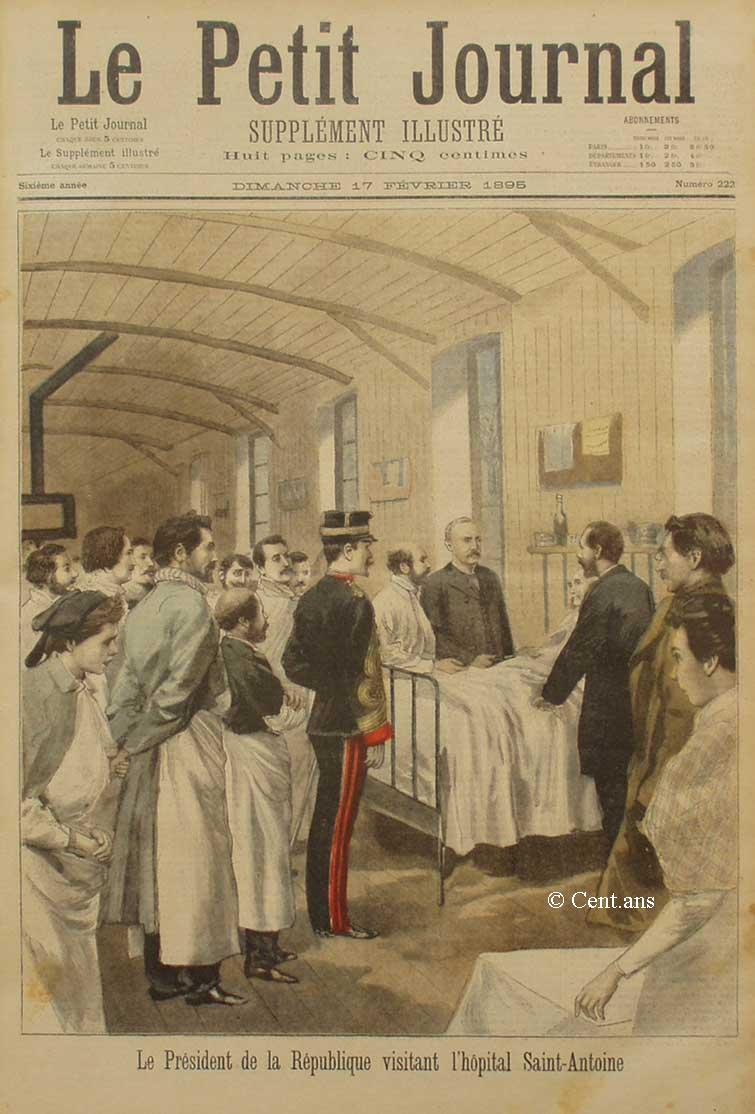
Président de la république visitant l'hôpital Saint-Antoine.

L'histoire bouleverse la France entière, et les journaux s’emparent de l’évènement. Dès le 4 février au soir, des représentants du Président de la République et du Ministre de l’Intérieur se sont rendus sur place. Le 5 février, nombre d’élus locaux (députés, sénateurs) également.
Les funérailles des victimes réunirent 15 000 personnes dont de nombreuses personnalités et plusieurs journalistes.
Le supplément illustré du Petit Journal s'indigne des mesures de sécurité :

« La science fait des progrès énormes et le grisou peut être évité [...]
Que l’on perfectionne les appareils qui révèlent sa présence, que l’on multiplie les procédés d’aérage [...] et nous auront moins de veuves et moins d’orphelins »

Et de la priorité politique donnée :

« Pourquoi, au lieu de dépenser tant d'efforts et d'argent à trouver des engins de guerre, les savants ne s’appliquent-ils pas à trouver le moyen de préserver la vie humaine? […]
Cela vaudra mieux que de faire de la politique »

Deux ingénieurs des mines de Blanzy sont condamnés à la suite de l’accident, pour homicide et blessures par imprudence. M. Saverot, ingénieur de service, à payer 500 francs d’amende et M. de Bellefond, ingénieur sous les ordres du précédent, à verser 400 francs d’amende.
Une règlementation plus stricte est mise en place en France cette même année (1895)

## Liste des victimes
Parmi les victimes, on compta 21 morts, 7 disparus, et une vingtaine de blessés. Ainsi, 56 enfants devinrent orphelins à la suite de la catastrophe.
| Nom                     | Age    | Métier        | Lieu de naissance                   | Situation                       |
| ----------------------- | ------ | ------------- | ----------------------------------- | ------------------------------- |
| Pierre LAURENT          | 51 ans | Maître mineur | né à Sainte-Radegonde               | époux de Françoise Virot        |
| Philibert BAUDOT        | 52 ans | chef de poste | né à Blanzy                         | époux de Pierrette Mercier      |
| Nicolas MARLOT          | 51 ans | mineur        | né à Saint-Brizier-sous-Charmiz     | époux de Marie Brugniaud        |
| Philibert BERNARD       | 32 ans | mineur        | né à Montceau-les-mines             | époux de Lazarette Gayet        |
| François FLECHE         | 28 ans | mineur        | né à St-Berain                      | époux de Louise Ferrand         |
| François DURAND         | 24 ans | mineur        | né au Creusot                       | célibataire                     |
| Claude GRAND            | 49 ans | mineur        | né à Saint-Hilaire                  | veuf de Marie Tauveron          |
| Gilbert Alphonse GRAND  | 18 ans | mineur        | né à Doyet                          | célibataire                     |
| Benoit BERTRAND         | 20 ans | mineur        | né à Mary                           | célibataire                     |
| Théophile BRUGNAUD      | 47 ans | mineur        | né à Robiae (Gard)                  | époux de Marie Laforest         |
| Philbert FOMMERAND      | 48 ans | mineur        | né à Hautefond                      | époux de Françoise Degueurce    |
| Henri VACHEZ            | 42 ans | mineur        | né à Génelard                       | époux Claudine Guichard         |
| Claude LAPRAIS          | 29 ans | mineur        | né à Millay                         | époux de Marie-Françoise Bertin |
| Jacques LEGER           | 34 ans | mineur        | né à Sanvigues                      | époux de Françoise Touillon     |
| Antoine Jules FOUILLOUX | 34 ans | mineur        | né à Bruxières-les-Mines (Allier)   | époux de Jeanne-Marie Brétigny  |
| Claude GUITTARD         | 40 ans | mineur        | né à Vaudebarrier                   | époux de Benoite Billoud        |
| Charles GABON           | 44 ans | mineur        | né à Saint-Vallier                  | époux de Françoise Comu         |
| Jean-Marie PARIZE       | 22 ans | mineur        | né à Montceau-les-Mines             | célibataire                     |
| Jean DUVERNE            | 28 ans | mineur        | né à Saint-Eugène                   | époux de Philiberte Doyen       |
| Claude MERCIER          | 28 ans | mineur        | né à Saint-Bérain                   | époux de Anne Gauthier          |
| Claude GILLOT           | 35 ans | mineur        | né à Saint-Romain-sous Gourdon (71) | époux de Eugénie Baudot         |

| Nom             | Age    | Métier   | Lieu de naissance  | Situation                     |
| --------------- | ------ | -------- | ------------------ | ----------------------------- |
| Claude BENOIT   | 35 ans | /        | né à Issy-l'Evêque | époux de Jeanne Rameau        |
| Pierre LARAGE   | 48 ans | mineur   | né au Creusot      | époux d'Anne Alliot           |
| Benoit POTOGNON | 35 ans | manœuvre | né à Sauvignes     | époux de Marie Breleau        |
| Pierre BONNARD  | 29 ans | mineur   | né à Aluze         | époux de Eugénie Bonnard      |
| Mathieu NEANT   | 38 ans | mineur   | né à Ternant       | époux de Jacqueline Portherat |
| Pierre RIGOLET  | 42 ans | mineur   | né à Ecuisses      | époux d'Annette Brugnaud      |
| François BENOIT | 38 ans | mineur   | né à Uxeau         | époux de Marie Segand         |

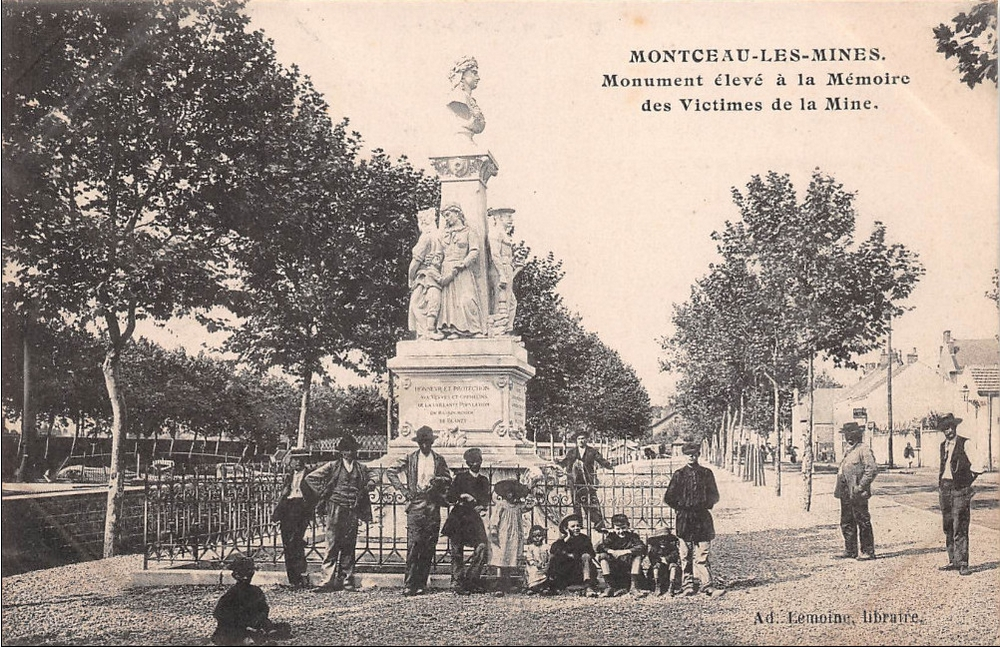
Monument élevé à la mémoire des victimes de la mine.

Les corps des 7 disparus seront retrouvés et inhumés en 1910. Une plaque commémorative fût scellée à l’occasion sur le monument aux morts de la mine, érigé en 1905

« À la mémoire des restes des victimes du grisou 4 Février 1895 du puits Sainte Eugenie, inhumés par la Cie le 24 octobre 1910 sans avoir prévenu les intéressés.
La chambre syndicale des mineurs et similaires et les familles reconnaissantes
6 Novembre 1910 »

## Fermeture du puits
Le puits subira encore un accident en 1897 (4 morts) avant l'arrêt des installations en 1918. Il sera transformé en bure (puits de mine intérieur creusé entre des galeries), et le remblayage effectué en 1926.